# King Size! (album Andrégo Previna)
King Size! – album jazzowy nagrany przez André Previn's Trio Jazz, czyli lidera-pianistę Andrégo Previna i jego zespół, w skład którego wchodzili basista Red Mitchell i perkusista Frankie Capp. Na album złożyły się dwie dziewięciominutowe kompozycje Previna i cztery standardy.
Nagrań dokonano w studiu Contemporary Records w Los Angeles 26 listopada 1958. LP ukazał się w 1959 nakładem Contemporary (M3570). Zremasteryzowaną reedycję na CD wydano 17 lutego 1992: Contemporary/Original Jazz Classic (OJCD 691-2).

## Muzycy
- André Previn – fortepian
- Red Mitchell – kontrabas
- Frankie Capp – perkusja

## Lista utworów
Strona A
| 1. | "I'll Remember April" (Gene DePaul, Patricia Johnston, Don Raye) | 6:24  |
|    |                                                                  |       |
| 2. | "Much Too Late" (André Previn0                                   | 9:26  |
|    |                                                                  |       |
| 3. | "You'd Be So Nice To Come Home To" (Cole Porter)                 | 6:59  |
|    |                                                                  |       |
|    |                                                                  | 22:49 |
|    |                                                                  |       |
Strona B
| 4. | "It Could Happen To You" (James Van Heusen, Johnny Burke)                                 | 5:52  |
|    |                                                                                           |       |
| 5. | "Low And Inside" (André Previn)                                                           | 8:57  |
|    |                                                                                           |       |
| 6. | "I'm Beginning To See The Light" (Don George, Johnny Hodges, Harry James, Duke Ellington) | 8:00  |
|    |                                                                                           |       |
|    |                                                                                           | 22:49 |
|    |                                                                                           |       |

## Informacje uzupełniające
- Producent – Lester Koenig
- Inżynier dźwięku – Howard Holzer
- Projekt i rysunek na okładce – Robert Guidi
- Remasteryzacja – Phil De Lancie (Fantasy Studios, 1991)